# Старое Правление
Старое Правление (мар. Лапсола) — деревня в Горномарийском районе Республики Марий Эл. Входит в состав Микряковского сельского поселения.

## География
Находится в юго-западной части республики Марий Эл на расстоянии приблизительно 20 км на запад-юго-запад от районного центра города Козьмодемьянск.

## История
В XVI—XVIII веках деревня (тогда Лапсола) являлась составной частью деревни-общины «Первая Шошмара». В 1924 году в деревне проживало 116 человек, а в 1927 году — 127 (мари). В 2001 году в деревне было 37 дворов. В советское время работали колхозы «Рой», «Красные всходы», им. Будённого и «Рассвет».

## Население
Население составляло 108 человек (горные мари 100 %) в 2002 году, 101 в 2010.